# Toccata, adagio i fuga en do major, BWV 564
Toccata, Adagio i Fuga en do major, BWV 564, és una obra per a orgue de Johann Sebastian Bach, composta a Weimar el 1716. És una de les obres més sobresortints del repertori de l'instrument i un dels assoliments més grans de l'autor en l'àmbit de la música organística.
L'obra consta de tres seccions principals: Toccata, Adagio i una fuga:
- La toccata és una secció d'invenció i temàtica molt lliure, improvisada i virtuosa, on el pedal participa molt i fa destacades entrades a solo.
- L'adagio és una secció tranquil·la i serena, on es nota una gran influència italiana.
- La fuga, una de les primeres grans fugues de l'autor, com la BWV 565, on es mostren característiques juvenils i immadures del primer Bach.

L'obra requereix tres veus, és a dir, el teclat i pedal complet de l'orgue.

## Arxius Sonors
|  |  |